# جون ويب (لاعب كرة قاعدة)
جون ويب (بالإنجليزية: John Webb)‏ هو لاعب كرة قاعدة أمريكي، ولد في 23 مايو 1979 في بينساكولا في الولايات المتحدة.

## وصلات خارجية
- جون ويب على موقعبيزبول رفرنس.كوم (الدوري الرئيسي) (الإنجليزية)
- جون ويب على موقعبيزبول رفرنس.كوم (الدوري الثانوي) (الإنجليزية)